# Rota Romântica
A Rota Romântica é uma rota turística cênica localizados na Serra Gaúcha do estado do Rio Grande do Sul. A região foi primeiramente colonizada por imigrante alemães na primeira metade do século XIX. A forte influência alemã ainda pode ser admirada nas cidades e distritos. As raízes germânicas são visíveis na arquitetura, gastronomia e inclusive no sotaque e na língua (Riograndenser Hunsrückisch) dos habitantes.

## Municípios
A Rota Romântica tem aproximadamente 184 km de distância e estende-se de São Leopoldo a São Francisco de Paula. passando por catorze municípios gaúchos:
- São Leopoldo,
- Novo Hamburgo,
- Estância Velha,
- Ivoti,
- Dois Irmãos,
- Morro Reuter,
- Santa Maria do Herval,
- Presidente Lucena,
- Picada Café,
- Nova Petrópolis,
- Gramado,
- Canela ,
- São Francisco de Paula e
- Linha Nova.

Os municípios de Nova Petrópolis, Gramado, Canela e São Francisco de Paula também fazem parte da Região das Hortênsias, um dos destinos turísticos mais populares do país durante o inverno e períodos de férias, pelo seu cenário deslumbrante, com rica herança cultural européia e arquitetura pitoresca.